# Waldemar Rosenberger
Waldemar Rosenberger (ur. w 1848, zm. w 1918) – rosyjski inżynier, twórca sztucznego języka Idiom neutral.
W 1892 r. został dyrektorem Międzynarodowej Akademii Volapük. Pod jego kierownictwem, Akademia zaczęła eksperymentować z językiem Volapük. W 1902 roku Rosenberg zaproponował Akademii mocno zmienioną wersję tego języka, którą nazwano Idiom neutral.